# Centre Arqueològic de l'Almoina

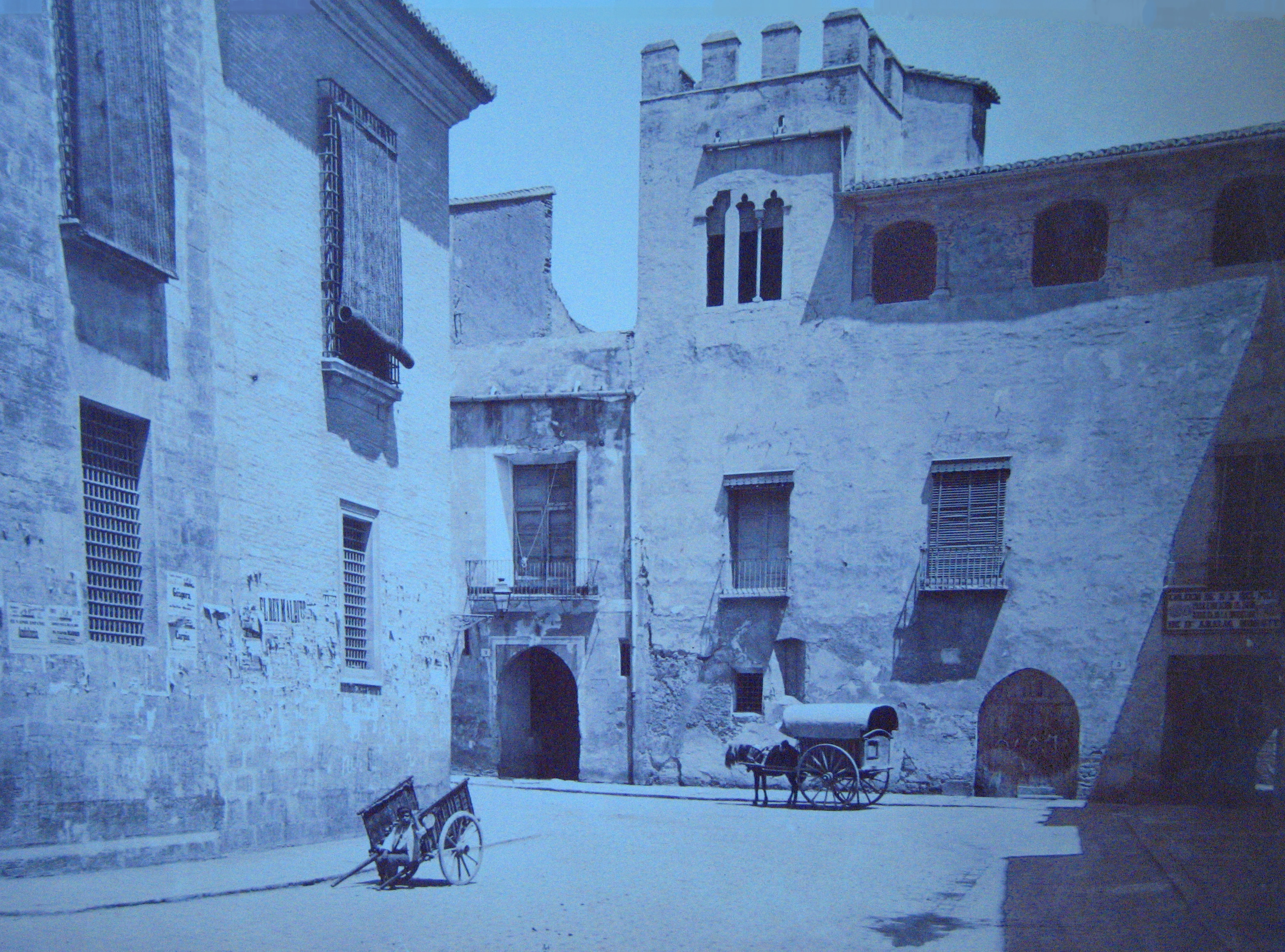
Antiga casa de la Pia Almoina de València

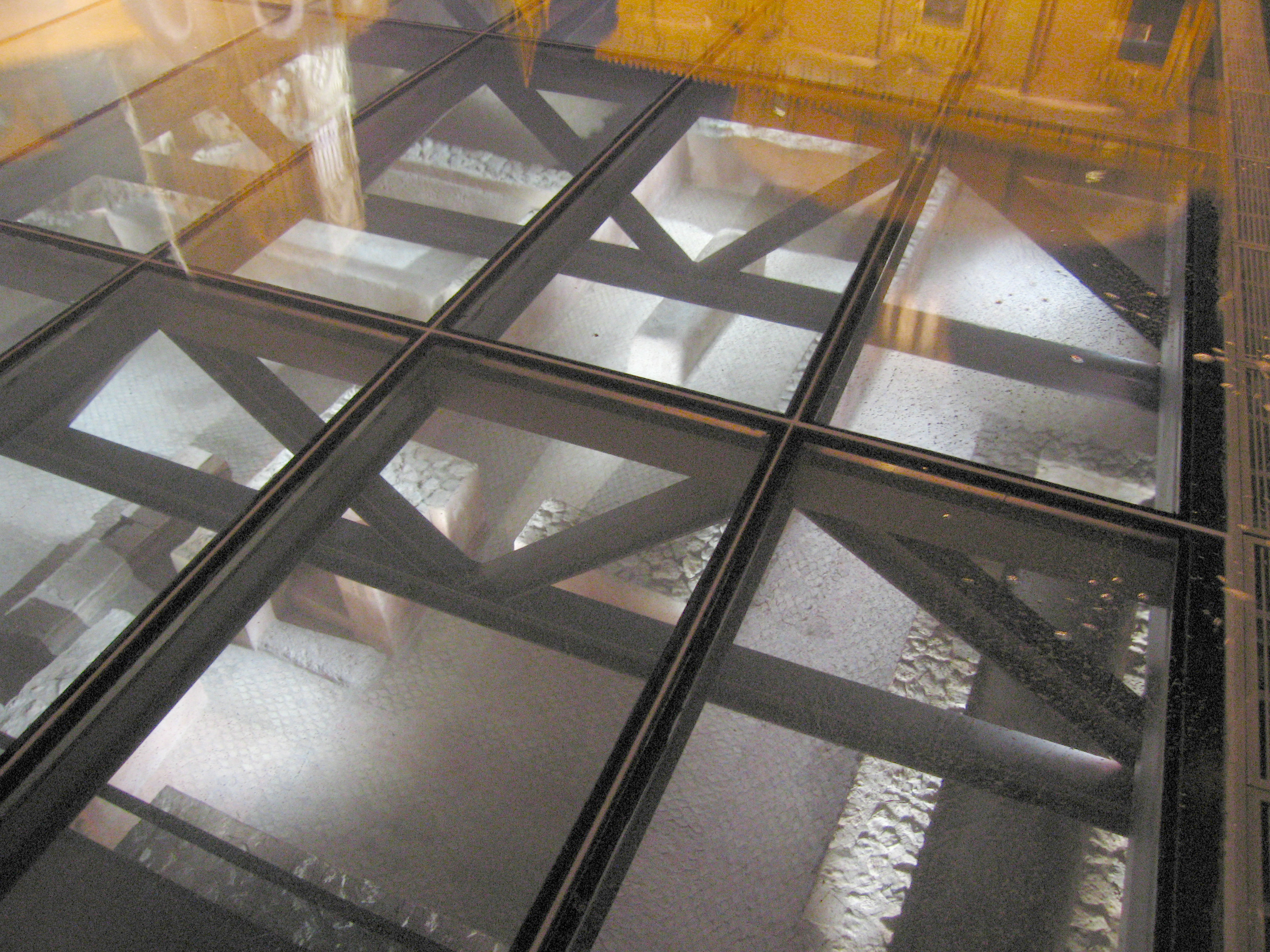
Vista nocturna de les ruïnes a través de l'estructura de vidre que les cobreix

El Centre Arqueològic de l'Almoina de la ciutat de València alberga troballes que van des del segle ii aC fins al segle xiv, sobre una superfície de 2.500 m², excavada entre 1985 i 2005. Va ser inaugurat en juliol del 2007.
La visita al Centre Arqueològic l'Almoina és un passeig per dos mil anys d'història de València. En aquest mateix lloc, els romans van fundar Valentia l'any 138 aC i ací hi van situar el punt a partir del qual van traçar la futura ciutat.

## Orígens
Les ruïnes de l'Almoina van quedar a l'aire arran de l'enderroc a mitjan segle xx d'unes cases en el solar on es troben amb el fi d'eixamplar la contigua Basílica de la Mare de Déu dels Desemparats. Aquesta obra d'ampliació de la basílica es va anar ajornant i, finalment, davant el gran valor arqueològic de les ruïnes, es va decidir mostrar-les al públic. El nom de l'Almoina respon a l'edifici que hi havia en l'actual solar del Centre Arqueològic, una institució de socors per als pobres fundada durant el segle xiv i l'edifici de la qual fou enderrocat cap al 1910.

## Edifici
L'estructura arquitectònica de vidre que cobreix el conjunt arqueològic permet al passejant per la ciutat tindre un contacte visual directe amb les ruïnes, que s'incorporen d'aquesta manera al paisatge urbà. Aquesta finestra també permet percebre des de certs punts de l'interior del conjunt arqueològic els espais exteriors, afavorint el diàleg entre les restes arqueològiques i el seu entorn immediat.
El subsol arqueològic reuneix un conjunt d'edificis monumentals que formen un complet compendi de la història i evolució urbana de València des dels seus orígens fins a l'actualitat. Un viatge per la primera ciutat romana, per la Valentia imperial, per la seu episcopal visigoda o per l'alcàsser islàmic. Totes aquestes ciutats tenen un punt en comú: van situar el seu centre polític, religiós i cívic en aquest lloc.

## Continguts

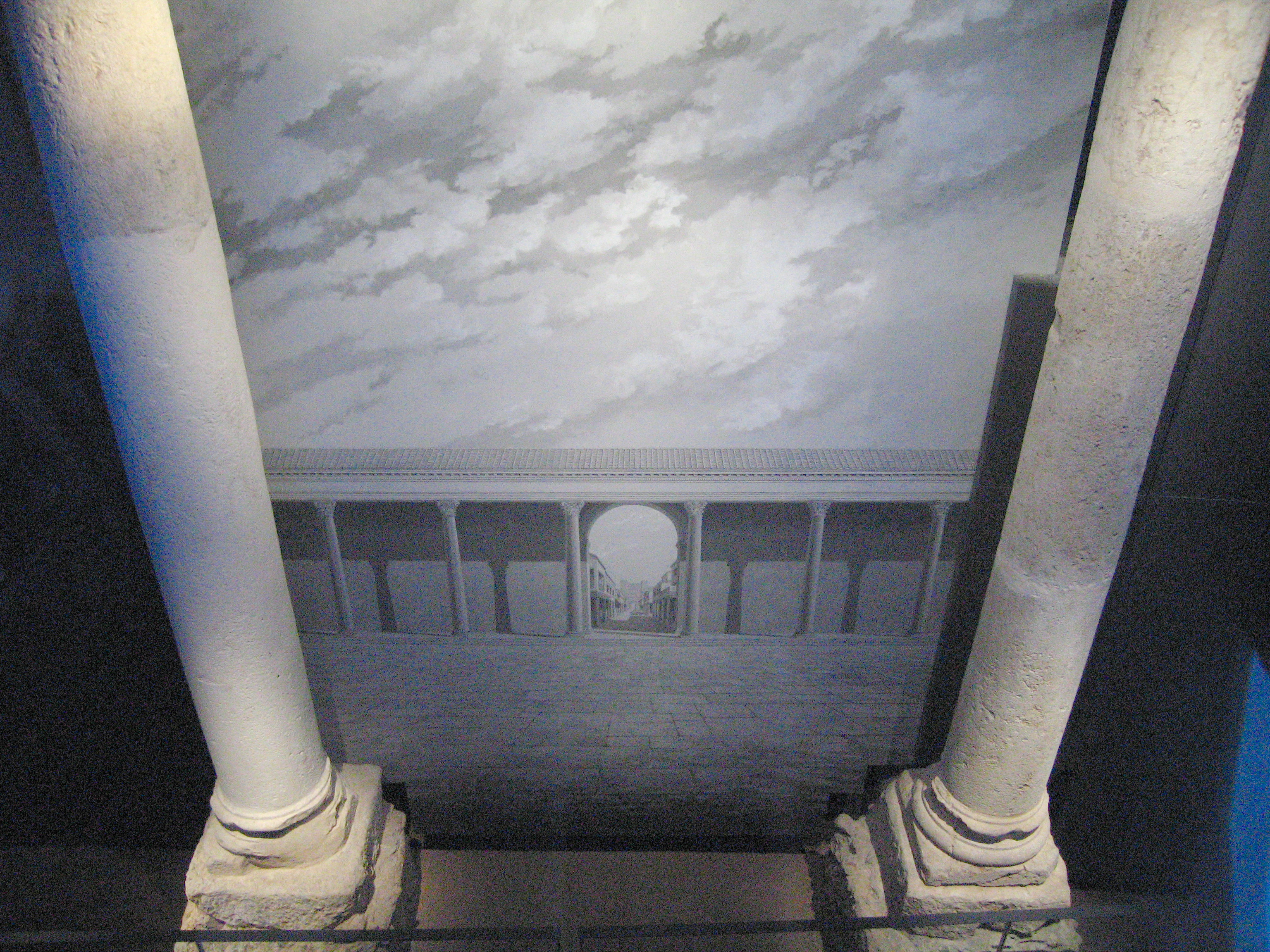
Columnes del fòrum romà de València

### Valentia, la primera ciutat romana
València fou fundada l'any 138 aC. El lloc triat fou una xicoteta illa fluvial pròxima al mar, i travessada per la via Heraclea (després d'August, passà a anomenar-se Via Augusta). Els primers pobladors en van ser antics soldats procedents del centre i sud de la península Itàlica.
Els principals edificis apareguts en l'Almoina s'articulen a partir dels dos carrers principals. Una sitja o graner i unes termes, construïdes a finals del segle ii aC, i que constitueixen una xicoteta joia arquitectònica, ja que és un dels escassos exemples que es coneixen en tot el món romà de data tan antiga, són els edificis més representatius d'aquest primer període.

### Valentia, una ciutat de l'imperi
La Valentia imperial era una urbs monumental qualificada pel geògraf Pomponi com a notissima urbs o 'ciutat important'.
En l'Almoina, podem veure els dos carrers principals, el decumanus màxim (est-oest) i el cardo màxim o Via Augusta (nord-sud), el nimfeu o font monumental, el pòrtic del fòrum o plaça pública al voltant de la qual se situaven els edificis de la cúria, on es reunia el senat de la ciutat, o la basílica, on es realitzaven transaccions comercials i funcions judicials.

### Valentia, la primera ciutat cristiana
En el segle vi, el bisbe de Valentia, Justinià, va emprendre un important programa urbanístic, part del qual podem contemplar en l'Almoina. Va construir la catedral i el baptisteri, també un mausoleu cruciforme que podem visitar en l'anomenada cripta de Sant Vicent, molt a prop de l'Almoina.
A finals del segle vi, sobre el mateix lloc on es diu que sant Vicent Màrtir va patir martiri l'any 304, es va alçar una xicoteta església en memòria del sant. En l'Almoina, es pot visitar l'absis d'aquesta església i les tombes monumentals que es van alçar al seu voltant.

### Balansiya, ciutat islàmica
Conquistada pels musulmans en el segle viii, Balansiya va arribar a ser en el segle xi una gran ciutat. Sobre aquest mateix espai, es van edificar part de les dependències de l'alcàsser, seu del govern. Hom pot visitar les restes d'un safareig i un pati pertanyents a un dels monumentals palaus que allotjava l'alcàsser.

### València, novament cristiana
En 1238, Jaume I va conquistar la ciutat i repartí les cases entre els nous pobladors. En aquest mateix espai, a principis del segle xiv, es va construir l'edifici de l'Almoina per iniciativa del bisbe Ramon Despont. L'Almoina era una institució benèfica que s'ocupava del suport dels pobres.